# Saison 4 de The Practice : Donnell et Associés
Chronologie
Saison 3 Saison 5
Cet article présente le guide de la quatrième saison de la série The Practice : Donnell et Associés (The Practice).

## Épisodes

### Épisode 1:Service rendus
- Titre original : Free Dental
- Numéro(s) : 58 (4.1)
- Scénariste(s) : David E. Kelley
- Réalisateur(s) : Arvin Brown
- Diffusion(s) : 
  -  États-Unis : 26 septembre 1999 sur ABC
  -  France : 15 septembre 2002 sur Série Club
- Invité(es) : Charles Cioffi (juge), Henry Winkler (Dr. Henry Olson), Stan Cahill (inconnu), Dean Norris (inconnu), Kathleen Lloyd (Allison Olson), Tucker Smallwood (Psychologist), Emily Kuroda (Hygienist Heinz), Marco Gould (Steven Olson), Katie Hogan (Laura Olson), Garrison Leigh (Robert Jenkins), Bonita Friedericy (Sandra Poole), Jason Kravits (D.A. Bay), Michael Monks (George), Bob Rumnock (Foreman), Holland Taylor (Kittleson)
- Résumé : Bobby et Jimmy défendent un dentiste accusé d'avoir tué une patiente. Des éléments inexpliqués laissent penser qu'il est coupable. Le procureur adverse et Bobby ont une rancune l'un vis-à-vis de l'autre. Elleanor dine avec Vogelman.

### Épisode 2:Secret professionnel
- Titre original : Boston Confidential
- Numéro(s) : 59 (4.2)
- Scénariste(s) : David E. Kelley
- Réalisateur(s) : Alex Graves
- Diffusion(s) : 
  -  États-Unis : 3 octobre 1999
  -  France : 22 septembre 2002 sur Série Club
- Invité(es) : Henry Winkler (Dr. Henry Olson), J. Patrick McCormack (Pierce Stanton), Kiersten Van Horne (Officer Cynthia Henderson), Robert David Hall (Judge Bradley Michaelson), Kathleen Lloyd (Allison Olson), Marco Gould (Steven Olson), Traci Odom (Attorney Marcia Schultz), Benjamin Sheffer (assistant), Robyn Johanna (secrétaire), Kevin J. Cameron (garde), Ray Abruzzo (Det. McGuire), Holland Taylor (Kittleson), Jason Kravits (D.A. Bay)
- Résumé : Jimmy essaie de sauver le dentiste, Henry Olson, condamné, sachant que c'est son fils, Steven, qui a tué la victime. Il va en parler à un juge, puis à ses collègues. Bobby et Lindsay défendent un homme qui a tué sa femme, mais la fouille qui a mené à la découverte du corps risque d'être annulée. Alors que Hellen entre dans la chambre de Lindsay, cette dernière est occupée avec Bobby.  Lindsay décide d'aller habiter avec Bobby, laissant Hellen toute seule.

### Épisode 3:Qui perd gagne
- Titre original : Loser's Keepers
- Numéro(s) : 60 (4.3)
- Scénariste(s) : David E. Kelley, Christopher Mack
- Réalisateur(s) : Dennis Smith
- Diffusion(s) : 
  -  États-Unis : 10 octobre 1999
  -  France : 29 septembre 2002 sur Série Club
- Invité(es) : Jessalyn Gilsig (A.D.A. Jennifer), Mik Scriba (Det. Simmons), Paul Dooley (Judge Philip Swackheim), Steven Kozlowski (Ronald Vega), William Wellman, Jr. (inconnu), Bill Capizzi (Phil Handle), Lisa Erickson (secrétaire), Ray Abruzzo (Det. McGuire), James Pickens Jr. (Det. McKrew), Roderick Bascom (policier), Ethel Lee (Foreperson), Michael Monks (George), Holland Taylor (Judge Kittleson), Christi Evans (Kittleson's Double), Noon Orsatti (Vogelman's Stunt Double)
- Résumé : L'agresseur de Lindsay, dont on suspecte qu'il s'agisse de Vogelman déguisé en Nonne, rôde. Il laisse des traces de son passage au bureau, terrifie l'équipe, surtout Lindsay.  Quelqu'un s'introduit chez Jimmy ; Elleanor se procure une arme illégale ; Lindsay remet la main sur son pistolet. Elleanor déménage avec Hellen, et Vogelman les aide. Rebecca défend un jeune homme qui a blessé une femme dans un accident de voiture puis a pris la fuite. Lorsque la victime décède et que le procureur alourdit les charges, le jeune homme indique alors à Rebecca que son employeur, un riche homme d'affaires, a eu l'accident et l'a payé pour prendre sa place. En l'absence de preuve, le procureur maintient les poursuites. Le jeune homme se rétracte encore, après avoir reçu la visite de l'avocat de son employeur, et maintient sa confession initiale (c'est lui qui a commis l'accident). Rebecca comprend alors que l'employeur a augmenté le prix. Sachant que l'accusé est payé pour avouer, elle refuse de le laisser plaider coupable.
- Commentaire : Cet épisode est un tournant dans l'arc de Vogelman et de la Nonne tueuse.
Dans la scène finale, Hellen est complètement nue, le cadrage révèle beaucoup de peau mais reste pudique. Un peu auparavant dans l'épisode, c'est la juge aussi qui est complètement nue, chez Jimmy, et la caméra tout-aussi pudique.

### Épisode 4:Aliénation mentale
- Titre original : Legacy
- Numéro(s) : 61 (4.4)
- Scénariste(s) : Todd Ellis Kessler, Jill Goldsmith, David E. Kelley
- Réalisateur(s) : Dennie Gordon
- Diffusion(s) : 
  -  États-Unis : 17 octobre 1999
  -  France : 6 octobre 2002 sur Série Club
- Invité(es) : James Whitmore (Raymond Oz), Ernie Sabella (Harland Bassett), Bonnie Bartlett (Joanne Oz), David Kelsey (Marvin Blaylock?), Karl Bury (D.A. Corelli?), Shirley Prestia (inconnu), Ernie Hudson Jr. (inconnu), Stephanie Dunnam (inconnu), Elayn Taylor (Judge Haley Logan), John Patrick Clarkin (Minister Fellow), Paul Ehrmann (Dr. Robert Pyne), Nina Girvetz (Foreperson), J.P. Bumstead (huissier), Mijanou van der Woude (journaliste), Larry Weissman (secrétaire)
- Résumé : Raymond Oz revient demander à Bobby de l'aider. Il se dispute avec sa femme, et cette dernière veut le faire déclarer inapte à gérer son patrimoine en raison de son grand âge et de ses crises de folie passagère. Eugene doit assister Harland Bassett, un avocat incompétent, le pire de tous, dans une affaire d'exibitionnisme. Harland Bassett pense que c'est gagné d'avance grâce à un truc qu'il va garder secret jusqu'au dernier moment. Vogelman est enterré, Ellenor a du mal à tourner la page.

### Épisode 5:Oz
- Titre original : Oz
- Numéro(s) : 62 (4.5)
- Scénariste(s) : David E. Kelley
- Réalisateur(s) : Michael Zinberg
- Diffusion(s) : 
  -  États-Unis : 24 octobre 1999
  -  France : 13 octobre 2002 sur Série Club
- Invité(es) : James Whitmore (Raymond Oz), James Callahan (Trevor Wayne), Robert Clotworthy (inconnu), Michael Leopard (inconnu), Mary Major (journaliste), Tari Tabakin (Foreperson), Cater Lee (journaliste), Lynne Lerner (Stenographer), Ken Rudolph (journaliste #1), Holland Taylor (Judge Kittleson), Sibila Vargas (journaliste #2), Jason Kravits (D.A. Bay)
- Résumé : L'affaire Raymond Oz continue son cours. Raymond Oz parvient à tenir sa défense tout du long malgré son état, plaidant la légitime défense. Un de ses proches amis apporte un témoignage à charge accablant, qui fait que Bobby veut changer la défense pour plaider la démence. Jimmy sort avec le juge.

### Épisode 6:La Robe de mariée
- Titre original : Marooned
- Numéro(s) : 63 (4.6)
- Scénariste(s) : Todd Ellis Kessler, David E. Kelley
- Réalisateur(s) : Jeannot Szwarc
- Diffusion(s) : 
  -  États-Unis : 7 novembre 1999
  -  France : 20 octobre 2002 sur Série Club
- Invité(es) : William Atherton (D.A. Pratt), Bonnie Root (Jan Carlson), Jessica Steen (Brianna Hatfield), Joseph Campanella (Judge Joseph Camp), Dorothy Lyman (Dr. Diane Starger), Scott Klace (Steven Hatfield), Warren Davis (Foreman), David Toliver (membre de la cour), Mary-Kathleen Gordon (Bridal Shop Seamstress), Stephanie Hawkins (Young Jan)
- Résumé : Bobby insiste pour que Lindsay se marie avec la robe de mariée de sa mère, et il refuse de discuter sur ce sujet. Malgré sa bonne volonté, la robe étant presque une antiquité, Lindsay ne peut pas l'accepter, et leur relation est mise en péril. Rebecca et Eugene défendent une femme qui a tué sa mère dans un accès de rage provoqué par la réminiscence inconsciente d'abus sexuels par son père lorsqu'elle était enfant. Sa propre sœur témoigne à charge et nie les abus.

### Épisode 7:Le Vrai Témoignage
- Titre original : Victimless Crimes
- Numéro(s) : 64 (4.7)
- Scénariste(s) : Samantha Howard Corbin, David E. Kelley
- Réalisateur(s) : James Frawley
- Diffusion(s) : 
  -  États-Unis : 14 novembre 1999
  -  France : 27 octobre 2002 sur Série Club
- Invité(es) : Karina Logue (Darlene Keating), Bob Bancroft (Dr. Alan Nettle), Jessalyn Gilsig (A.D.A. Jennifer), Dorothy Lyman (Dr. Diane Starger), Cordelia Richards (docteur), Charles Walker (Judge Frankel), Charles Cooper (Judge Robert Boucher), Michael Dempsey (officier au témoignage), Ariel Joseph Towne (Malcolm Hynes), Annie Kitrol (secrétaire), Nat Johnson (Foreman), Dana Evenson (Darlene Keating's Stunt Double), Vincent Mazzella Jr. (Justin Fitzpatrick)
- Résumé : La cour commet Jimmy d’office pour défendre une victime de viol, Derlene Keating, qui a tué après coup son agresseur. Elle refuse de le laisser l'aider et de se défendre. Lucy se rend compte qu'elle a une marque de morsure humaine sur le sein, qui ne vient pas de son petit ami. Elle en déduit que c'est son dentiste qui a abusé d'elle, quelques jours auparavant, alors qu'elle était sous anesthésie générale pour ses dents de sagesse. Le dentiste, Allan, est un cousin de Bobby, et il est accablé de culpabilité. Bobby veut faire pression sur Lucy pour laisser tomber mais Eugene et Rebecca prennent la défense de Lucy.

### Épisode 8:Prise de conscience
- Titre original : Committed
- Numéro(s) : 65 (4.8)
- Scénariste(s) : Todd Ellis Kessler, David E. Kelley
- Réalisateur(s) : Arvin Brown
- Diffusion(s) : 
  -  États-Unis : 21 novembre 1999
  -  France : 3 novembre 2002 sur Série Club
- Invité(es) : Aunjanue Ellis (Sharon Young), Richard Thomas (Walter 'The Hummer' Arens), Steven Gilborn (D.A. Gavin Bullock), Billee Thomas (Kendall Young), Herb Mitchell (juge), Ivonne Coll (Dr. Maria Hernandez), Tom Urich (George Rapson), Mimi Cozzens (Ellen Rapson), Todd Beadle (officier), Melanie Cahill (président du jury), Dwight Hicks (Checkpoint Officer #1), Jack Impelizzeri (Checkpoint Officer #2), Jason Kravits (D.A. Bay), Ray Abruzzo (Det. McGuire), Lee Smith (Nightmare Nun)
- Résumé : Lindsay doit défendre un tueur en série qui a torturé et poignardé quatre femmes vingt ans auparavant, et qui est considéré comme guéri par les médecins. L'amant de l'ex femme d'Eugène est tué à coup de batte de baseball dans leur appartement, et il semble que ce ne peut être que leur fils le coupable. Eugène fait de son mieux pour éviter qu'il ne soit arrêté.

### Épisode 9:Pied au plancher
- Titre original : Bay of Pigs
- Numéro(s) : 66 (4.9)
- Scénariste(s) : David E. Kelley
- Réalisateur(s) : Oz Scott
- Diffusion(s) : 
  -  États-Unis : 28 novembre 1999
  -  France : 10 novembre 2002 sur Série Club
- Invité(es) : Christine Tucci (Susan), Jenny O'Hara (Louise Morgan), Dion Anderson (Ronald Morgan), Frank Birney (Judge Warren West), Charles Homet (Emerson's Attorney?), Bill Applebaum (Mr. Emerson?), David Moss (Dr. Harris), Greg Wendell Reid (huissier), Paul Tigue (Foreman), Holland Taylor (Judge Kittleson), Jason Kravits (D.A. Bay)
- Résumé : Elleonor défend une dame âgée qui est accusée d'avoir volontairement renversé son mari en voiture. Ce dernier est à l'hôpital, et c'est là qu'ils doivent faire les témoignages, mais son état de santé empêche Ellenor de l'interroger agressivement ce qui pose un problème d'équité. C'est Richard le procureur, et il est furieux contre le système de défense d'Ellenor, et passe son temps à les insulter. Il demande à Hellen de sortir avec lui et elle accepte. Jimmy reçoit la visite d'une ancienne petite amie : elle vend ses ovules sur internet, mais un de ses acheteurs refuse de la payer, et elle a besoin d'un avocat pour plaider sa cause.

### Épisode 10:Une journée mouvementée
- Titre original : Day in Court
- Numéro(s) : 67 (4.10)
- Scénariste(s) : David E. Kelley
- Réalisateur(s) : Dennis Smith ; histoire : Mark Silver, David E. Kelley
- Diffusion(s) : 
  -  États-Unis : 12 décembre 1999
  -  France : 17 novembre 2002 sur Série Club
- Invité(es) : Paul Dooley (Judge Philip Swackheim), Ed Begley Jr. (Dr. Foster), Mark Sheppard (Eddie Wick), Michael C. Alexander (Officer in Corridor), Mike Madrigal (huissier), Lynne Lerner (Stenographer), Tim Hodgin (Foreperson), Noon Orsatti (Eddie Wick's Stunt Double), Wendi Bromley (Helen Gamble's Stunt Double), Rashon Khan (Eugene Young's Stunt Double), David Leitch (Bobby Donnell's Stunt Double), Shelby Swatrik (Stunt Double Bailiff #2), Cliff McLaughlin (Stunt Double Bailiff #1), Jason Kravits (D.A. Bay)
- Résumé : Bobby défend une vieille connaissance, Eddie, trafiquant de drogue endurci, poursuivi pour avoir poignardé quelqu'un. La victime était un de ses clients qui lui devait de l'argent, Eddie prétend que le client est venu chez lui, puis l'a attaqué, et qu'il n'a fait que se défendre au couteau pendant que l'autre l'étranglait. Helen, ainsi que le légiste, insistent sur le fait que la victime ayant été poignardée sept fois, cela ne peut pas être une légitime défense. Eddie est virulent contre Bobby et Eugene, il leur rappelle que c'est grâce à sa clientèle, et donc grâce à l'argent de la drogue, que Bobby a pu lancer son cabinet de nombreuses années auparavant. Au milieu du procès, Eddie agresse Helen dans l'espoir de déclencher une annulation.

### Épisode 11:L'Odeur du cigare
- Titre original : Blowing Smoke
- Numéro(s) : 68 (4.11)
- Scénariste(s) : Samantha Howard Corbin, David E. Kelley
- Réalisateur(s) : Jeannot Szwarc
- Diffusion(s) : 
  -  États-Unis : 9 janvier 2000
  -  France : 24 novembre 2002 sur Série Club
- Invité(es) : Victor Williams (Officer Armstrong), Cynthia Ettinger (inconnu), Jim Jansen (inconnu), Richard McGonagle (Judge Patrick Wilcox), Steve Tom (inconnu), Susan Dalian (inconnu), Kevin Loomis (inconnu), James Brown Orleans (inconnu), James Quinn (Foreman)
- Résumé : Lindsay est sur les nerfs. Elle aide une amie qui vient de divorcer, en attaquant une compagnie de cigares, parce que c'est à cause des cigares que son mariage s'est dégradé et s'est rompu. Bobby apprend qu'elle n'est pas satisfaite de lui car ils ne font plus assez l'amour (1,6 fois par semaine au lieu de 3,9 fois par semaine l'année dernière). Rebecca défend un jeune policier, ancien petit-ami, qui a tiré sur un jeune Black qui s'apprêtait à commettre un braquage. La défense est difficile car le jeune n'avait pas d'arme dans sa main et n'a jamais vraiment menacé l'officier, qui prétend avoir cru être sur le point de se faire tirer dessus.

### Épisode 12:Nouvelle Preuve- 1/2
- Titre original : New Evidence
- Numéro(s) : 69 (4.12)
- Scénariste(s) : David E. Kelley
- Réalisateur(s) : Michael Zinberg
- Diffusion(s) : 
  -  États-Unis : 30 janvier 2000
  -  France : 1er décembre 2002 sur Série Club
- Invité(es) : Clancy Brown (D.A. Fox), John Finn (Det. Henry Dokes), Anthony Heald (Judge Wallace Cooper), Ted Marcoux (Dennis Mills), Stan Ivar (Attorney Jacobs?), Kaitlin Hopkins (Karen Mills?), Silas Weir Mitchell (Anthony Brickman), Dougald Park (Mr. Kingman), Dreya Weber (Nonne), Eric Saiet (Mr. Letterman?), Barbara Allyne-Bennet (Mrs. Reynolds), Ralph Remington (Jail Guard)
- Résumé : Dennis Mills, un camarade de Lindsay, à Los Angeles, est accusé d'avoir tué une femme avec qui il entretenait une relation érotique par courriel après l'avoir rencontrée sur un chat-room. Lindsay vient l'écouter, puis décide que la firme doit prendre l'affaire. Elleonor, Bobby et la secrétaire la rejoignent. Il s'avère que le juge est remonté contre eux, ainsi que tous les intervenants du procès. Lindsay est convaincue de son innocence mais ne parvient pas à trouver d'éléments probant dans le dossier de défense. Il risque la peine capitale par injection létale.

### Épisode 13:La Machination- 2/2
- Titre original : Hammerhead Sharks
- Numéro(s) : 70 (4.13)
- Scénariste(s) : David E. Kelley
- Réalisateur(s) : Dwight Little, Dennis Smith
- Diffusion(s) : 
  -  États-Unis : 6 février 2000
  -  France : 8 décembre 2002 sur Série Club
- Invité(es) : Clancy Brown (D.A. Fox), John Finn (Det. Henry Dokes), Anthony Heald (Judge Wallace Cooper), Ted Marcoux (Dennis Mills), Silas Weir Mitchell (Anthony Brickman), Kaitlin Hopkins (Karen Mills?), Dougald Park (Mr. Kingman), Dreya Weber (Nonne), R. Emery Bright (Photographer Rydell)
- Résumé : Le procès de Dennis Mills continue. La firme envisage de mettre en œuvre le plan B contre le veuf de la victime. La sœur de la victime est une nonne à l'attitude ambiguë. La firme commence à obtenir du juge un peu de latitude.

### Épisode 14:Témoin surprise
- Titre original : Checkmates
- Numéro(s) : 71 (4.14)
- Scénariste(s) : Alfonso H. Moreno, Jill Goldsmith, David E. Kelley
- Réalisateur(s) : Andy Wolk
- Diffusion(s) : 
  -  États-Unis : 13 février 2000
  -  France : 15 décembre 2002 sur Série Club
- Invité(es) : Daniel Zacapa, Leo Fitzpatrick (inconnu), Drew Pillsbury (inconnu), Nick Cornish (inconnu), Gates McFadden (Judge Emily Harrison), Chad Todhunter (inconnu), Dick Stillwell (Donald Kent), Rosie Malek-Yonan (Lambert), John O'Brien (Foreman), Stacy Hogue (Wendy Lawhurst), Satiar Pourvasei (secrétaire), Holland Taylor (Judge Kittleson), Henry LeBlanc (Det. Foster), Ray Abruzzo (Det. McGuire), Jason Kravits (D.A. Bay), James Pickens Jr. (Det. McKrew)
- Résumé : Un garçon "retardé", de 17 ans, est accusé d'avoir tué un jeune voisin de 8 ans. Il veut être acquitté, et Elleanor ne peut pas plaider sa déficience mentale. L'affaire se présente mal jusqu'à ce qu'un de ses camarades et voisin se présente et offre un témoignage décisif à décharge. Eugene et Bobby défendent un ami, policier, dont le fils a causé la mort du père de sa petite amie après être entré chez lui avec une arme à feu. Ils voudraient que l'affaire soit classée comme accident, mais, après que le jeune homme a avoué à son père et au DA, Hellen veut le faire condamner pour meurtre.

### Épisode 15:Le Combat des justes
- Titre original : Race Ipsa Loquitor
- Numéro(s) : 72 (4.15)
- Scénariste(s) : David E. Kelley
- Réalisateur(s) : Alex Graves
- Diffusion(s) : 
  -  États-Unis : 20 février 2000
  -  France : 22 décembre 2002 sur Série Club
- Invité(es) : Henry Winkler (Dr. Henry Olson), Charles Cioffi (Judge Walter Kimball), Ken Howard (Attorney Bradford), John Cassini (Clyde Miller), Ted Shackelford (Dr. Stiles), Brooks Almy (inconnu), Robert David Hall (Judge Bradley Michaelson), Tony Amendola (Dr. Wills), Debra Mooney (inconnu), Kathleen Lloyd (Allison Olson), Alicia-Lee (secrétaire), John Demy (Foreman), Louis Tucker (Probation Officer), Jason Rudofsky (journaliste #1)
- Résumé : Jimmy est affolé à l'idée que son client (Henry Olson), innocent, a été condamné à perpétuité à la place de son fils, qui s'est suicidé de culpabilité sans avoir avoué, après que Jimmy l'a confronté. Il va tenter de vendre son autre clients contre Olson. Eugene et Rebecca défendent une femme dont le mari est mort pendant une opération de chirurgie plastique.

### Épisode 16:L'Enlèvement
- Titre original : Settling
- Numéro(s) : 73 (4.16)
- Scénariste(s) : Todd Ellis Kessler
- Réalisateur(s) : Arvin Brown
- Diffusion(s) : 
  -  États-Unis : 12 mars 2000
- Invité(es) : Donnie Wahlberg (Patrick Rooney), Lawrence Arancio (Seymour Sternbach), Paula Malcomson (Susie), Michael Cornacchio (Johnny Franco), Mary Major (journaliste), Blair Bess (Commentator), Chuck Kovacic (News Anchor), Chris Daniels (Mickey), Mike Gunther (Stunt Double "Bobby"), Damon Carro (Stunt Double "Rooney "), Rosie O'Donnell (Wedding Consultant  [uncredited]), Tim Davison (Stunt Double "Sternbach"), Ray Abruzzo (Det. McGuire)
- Résumé : Bobby est enlevé par un ancien client qui a fait douze ans de prison pour meurtre, alors qu'il se prétend innocent, et il reproche à Bobby d'avoir bâclé sa défense. Il veut le convaincre de son innocence, puis le tuer.

### Épisode 17:La Veuve noire
- Titre original : Black Widows
- Numéro(s) : 74 (4.17)
- Scénariste(s) : David E. Kelley
- Réalisateur(s) : Mel Damski
- Diffusion(s) : 
  -  États-Unis : 2 avril 2000
- Invité(es) : Paz de la Huerta (Jenny Holbrook), Victoria Principal (Courtney Hansen), Charles Cioffi (Judge Walter Kimball), Mimi Lieber (D.A. Marcia Scott), Alex Rocco (Jerry Hansen's Doctor), Whip Hubley (inconnu), David Hart (inconnu), Tara Chocol (inconnu), Joseph Menzo (Det. Peter Korn), Kent Klineman (Dr. Bill Babylon), David Hirsch (journaliste #2), Fredelia Galloway (Hannah Beets), Judy Loise Johnson (journaliste #1), Todd Roosevelt (secrétaire)
- Résumé :Bobby doit défendre une femme surnommée la «Veuve Noire», accusée du meurtre de son époux et dont les deux précédents maris sont également morts dans d'étranges circonstances...

### Épisode 18:La Peine de mort
- Titre original : Death Penalties
- Numéro(s) : 75 (4.18)
- Scénariste(s) : David E. Kelley
- Réalisateur(s) : Keith Samples ; histoire : David E. Kelley, Alfonso H. Moreno
- Diffusion(s) : 
  -  États-Unis : 9 avril 2000
- Invité(es) : Charles Durning (Mr. Donnell), Caroline Kava (Mary Donovan), Robert Curtis Brown (inconnu), John Hawkes (Stuart Donovan), David Moreland (D.A.), Debra Mooney (juge), George D. Wallace (juge Andrew Wood), Wanda-Lee Evans (inconnu), Lance E. Nichols (inconnu), Richard Voigts (président du jury), Sam Catlin (Kevin Hoode), Jillian Crane (Linda Papp), Faram Tahir (Dr. Michael Shields), Sara Van Horn (Aunt Laurie)
- Résumé :Bobby plaide pour un homme qui a mis fin aux jours de sa femme, malade en phase terminale. Elleanor se rend en Pennsylvanie et tente d'innocenter Stuart Donovan, condamné à mort pour double homicide et qui proclame son innocence...

### Épisode 19:L'amour n'a pas d'âge- 1/2
- Titre original : Till Death Do Us Part
- Numéro(s) : 76 (4.19)
- Scénariste(s) : Alfonso H. Moreno, Adam Armus, Kay Foster, David E. Kelley
- Réalisateur(s) : Duane Clark
- Diffusion(s) : 
  -  États-Unis : 30 avril 2000
  -  France : 19 janvier 2003 sur Série Club
- Invité(es) : Bill Cobbs (Arthur Turner), Beah Richards (Gertrude Turner), Caroline Kava (Mary Donovan), John Hawkes (Stuart Donovan), Richard McGonagle (Judge Patrick Wilcox), Herb Mitchell (Judge Rodney White), Juanita Jennings (Claire Stevens), Leon Russom (Mr. Kerns), David Moreland (D.A.), Don Sparks, Brett Rickaby, Mary Anne McGarry, Nick Ullett (Justice Silk), Marti Reese (secrétaire), David Allen Blackburn (Dr. Burke), Steven Wilde (détective), Sarah Zinsser (Debbie Bresler), Dennis Neal (Justice Morris)
- Résumé : Ellenor travaille toujours sur le dossier Donovan et demande que des tests d'ADN soient faits pour innocenter son client. Rebecca doit défendre une femme atteinte de la maladie d'Alzheimer et qui veut empêcher l'annulation de son mariage...

### Épisode 20:Les Cloches de la liberté- 2/2
- Titre original : Liberty Bells
- Numéro(s) : 77 (4.20)
- Scénariste(s) : David E. Kelley, Alfonso H. Moreno
- Réalisateur(s) : Michael Schultz
- Diffusion(s) : 
  -  États-Unis : 7 mai 2000
  -  France : 26 janvier 2003 sur Série Club
- Invité(es) : John Hawkes (Stuart Donovan), Gregory Itzin (D.A. Michael Stanfield), Caroline Kava (Mary Donovan), David Moreland (D.A.), Leon Russom (Mr. Kerns), George D. Wallace (Juge Andrew Wood), Carol Locatell (inconnu), Nick Ullett (Justice Silk), Mary Anne McGarry (inconnu), Joe J. Garcia (inconnu), Dennis Neal (Justice Morris), James Newman (Coroner Mitchell Falk), Elliott Grey (Operations Officer), Robert Glessner (technicien)
- Résumé : Ellenor et les autres avocats espèrent que les nouvelles preuves apportées vont annuler l'exécution de Stuart Donovan...

### Épisode 21:Un homme honorable
- Titre original : Honorable Man
- Numéro(s) : 78 (4.21)
- Scénariste(s) : David E. Kelley
- Réalisateur(s) : Dennis Smith
- Diffusion(s) : 
  -  États-Unis : 14 mai 2000
  -  France : 2 février 2003 sur Série Club
- Invité(es) : Tom LaGrua (Peter Hines), Alan Davidson (inconnu), Keith Sellon-Wright (inconnu), Jim Pirri (Wayne Mayfield), Stephan Duvall (inconnu), Ryan Cutrona (inconnu), Charles Walker (Judge Stroud), Ashley Roeca (Officer Mark Fryerson), Stu Levin (Foreman), Lisa Erickson (Foreperson), Rusty McClennan (Court Security), Eileen Weisinger (journaliste radio), Holland Taylor (Judge Kittleson)
- Résumé : Eugène et Lindsay défendent un SDF qui avoue avoir violé, mais pas assassiné, une femme qu'il a trouvée morte dans une benne à ordures. Berluti défend un employeur qui a divulgué à son personnel que l'un des leurs collègues avait le SIDA...

### Épisode 22:Pour la vie
- Titre original : Life Sentence
- Numéro(s) : 79 (4.22)
- Scénariste(s) : David E. Kelley
- Réalisateur(s) : Michael Zinberg
- Diffusion(s) : 
  -  États-Unis : 21 mai 2000
- Invité(es) : Marlee Matlin (Sally Berg), Robert Prosky (Father Patrick), Nick Jameson (inconnu), John Doman (inconnu), Evan H. Mirand (inconnu), Arlene Malinowski (inconnu), Paul Schackman (Dr. Lenning), Marla Frees (Sheila McCree), Kira Tirimacco (président du jury), Cheryl Lawson (Sally's Stunt Double), Van Roddy (Police Officer #1), Jeff Ramsey (Michael Whittier), Linda Hunt (Judge Hiller), Jason Kravits (Richard Bay), Dale Gibson (Police Officer #2)
- Résumé : Ellenor défend une femme sourde qui a tué l'homme arrêté pour le meurtre de sa fille. Ils cherchent à trouver une stratégie qui minimise son emprisonnement mais sa forte personnalité fait barrage. Lindsay a du mal à faire participer Bobby à l'organisation du mariage, ils se disputent sans cesse sur le sujet.